# Proasellus adriaticus
Proasellus adriaticus is een pissebed uit de familie Asellidae. De wetenschappelijke naam van de soort is voor het eerst geldig gepubliceerd in 1979 door Argano & Pesce.